# Orsolòbids
Els orsolòbids (Orsolobidae) són una família d'aranyes araneomorfes. Hi ha alguns gèneres propis de Sud-amèrica i Àfrica meridional. Són una família d'aranyes de sis ulls.

## Sistemàtica
Segons el World Spider Catalog amb data del desembre de 2018, aquesta família té reconeguts 30 gèneres i 188 espècies. El creixement dels darrers anys és petit, ja que el 20 de novembre de 2006, hi havia reconeguts 28 gèneres i 177 espècies; d'elles, 30 pertanyen al gènere Tasmanoonops i 17 espècies a Duripelta i Osornolobus. Amb anterioritat, havien format part de la família dels disdèrids i alguns gèneres han estat transferits des de la família dels oonòpids. Els 30 gèneres són els següents: 
- Afrilobus Griswold & Platnick, 1987 (Àfrica)
- Anopsolobus Forster & Platnick, 1985 (Nova Zelanda)
- Ascuta Forster, 1956 (Nova Zelanda)
- Australobus Forster & Platnick, 1985 (Austràlia)
- Azanialobus Griswold & Platnick, 1987 (Sud-àfrica)
- Basibulbus Ott, Platnick, Berniker & Bonaldo, 2013 (Xile)
- Bealeyia Forster & Platnick, 1985 (Nova Zelanda)
- Chileolobus Forster & Platnick, 1985 (Xile)
- Cornifalx Hickman, 1979 (Tasmània)
- Dugdalea Forster & Platnick, 1985 (Nova Zelanda)
- Duripelta Forster, 1956 (Nova Zelanda)
- Falklandia Forster & Platnick, 1985 (Illes Falkland)
- Hickmanolobus Forster & Platnick, 1985 (Tasmània)
- Losdolobus Platnick & Brescovit, 1994 (Brasil)
- Mallecolobus Forster & Platnick, 1985 (Xile)
- Maoriata Forster & Platnick, 1985 (Nova Zelanda)
- Orongia Forster & Platnick, 1985 (Nova Zelanda)
- Orsolobus Simon, 1893 (Xile, Argentina)
- Osornolobus Forster & Platnick, 1985 (Xile)
- Paralobus Forster & Platnick, 1985 (Nova Zelanda)
- Pounamuella Forster & Platnick, 1985 (Nova Zelanda)
- Subantarctia Forster, 1955 (Nova Zelanda)
- Tangata Forster & Platnick, 1985 (Nova Zelanda)
- Tasmanoonops Hickman, 1930 (Austràlia)
- Tautukua Forster & Platnick, 1985 (Nova Zelanda)
- Turretia Forster & Platnick, 1985 (Nova Zelanda)
- Waiporia Forster & Platnick, 1985 (Nova Zelanda)
- Waipoua Forster & Platnick, 1985 (Nova Zelanda)
- Wiltonia Forster & Platnick, 1985 (Nova Zelanda)

### Superfamília Dysderoidea
Els orsolòbids havien format part de la superfamília dels disderoïdeus (Dysderoidea), al costat de disdèrids, oonòpids i segèstrids.
Les aranyes, tradicionalment, havien estat classificades en famílies que van ser agrupades en superfamílies. Quan es van aplicar anàlisis més rigorosos, com la cladística, es va fer evident que la major part de les principals agrupacions utilitzades durant el segle XX no eren compatibles amb les noves dades. Actualment, els llistats d'aranyes, com ara el World Spider Catalog, ja ignoren la classificació de superfamílies.